# 32-es busz (Szeged)
A szegedi 32-es jelzésű autóbusz a Honvéd tér és Újszeged, víztorony között közlekedik. A járatot a Volánbusz Zrt. üzemelteti.

## Története
2016. szeptember 1-jén indult a Honvéd tér és Újszeged, víztorony között. A vonalon kezdetben Ikarus 260G járművek közlekedtek.

## Megállóhelyei
| 0  | Honvéd tér végállomás            | 13 | 8, 10 20, 24, 36, 74                                                 |
| 1  | Dugonics tér                     | ∫  | 8, 10 20, 24, 36, 74                                                 |
| 3  | Dugonics tér (Tisza Lajos körút) | 11 | 8, 10 20, 24, 36, 74, 76, 76Y                                        |
| 5  | Széchenyi tér (Kelemen utca)     | 9  | 1, 2 7, 7A, 9, 19 60, 60Y, 67, 67Y, 70, 71, 71A, 72, 72A             |
| 8  | Napfényfürdő                     | 6  | 71, 71A                                                              |
| 9  | Temesvári körút (Népkert sor)    | 4  | 71, 71A, 84, 90 5015, 5016, 5020, 5022, 5023, 5024, 5025, 5189, 5190 |
| ∫  | Fő fasor (Temesvári körút)       | 3  | 72, 72A, 84, 90                                                      |
| ∫  | Fő fasor                         | 2  | 72, 72A, 84, 90                                                      |
| 11 | Közép fasor                      | 1  | 72, 72A                                                              |
| 12 | Újszeged, víztorony végállomás   | 0  | 72, 72A                                                              |